# 土井幸美
土井 幸美（どい ゆきみ）はパレスチナ問題に関するドキュメンタリー映画の制作支援者であり、フリージャーナリストの土井敏邦の妻であり、土井敏邦の取材活動を支援する『すぺーす・どい』の主宰である。本業は小学校教諭である。

## 略歴
ガザ地区のアトファールナー聾唖学校でボランティア活動を行った経験がある。
旧横浜市立聾学校（現：横浜市立ろう特別支援学校）に勤務する以前は、アラブ首長国連邦における日本人学校において勤務していた。
夫である土井敏邦と結婚する以前からパレスチナ問題に関心を抱き、旧姓である糟谷幸美という名義でもパレスチナで活動していた。
パレスチナ子どものキャンペーンやアトファールナー聾唖学校におけるボランティア活動やNGO活動に加えて、旧姓の「糟谷幸美」名義で研究活動も行っている。
旧姓の「糟谷幸美」で平和教育の一環として埼玉県の丸木美術館を支援する活動も行っている。
2003年7月、ガザ地区のパレスチナ人の弁護士のラージー・アッ＝スーラーニーの立会いのもと、フリージャーナリストの土井敏邦とガザ地区で出会い結婚した。
2006年5月20日に公開された、古居みずえが作成したドキュメンタリー映画『ガーダ -パレスチナの詩-』で『古居みずえドキュメンタリー映画支援の会』の代表として、製作協力の形で参加した
2009年、土井敏邦が制作したドキュメンタリー映画『沈黙を破る』に特別協力の形で参加。